# 托爾瓦卡火山

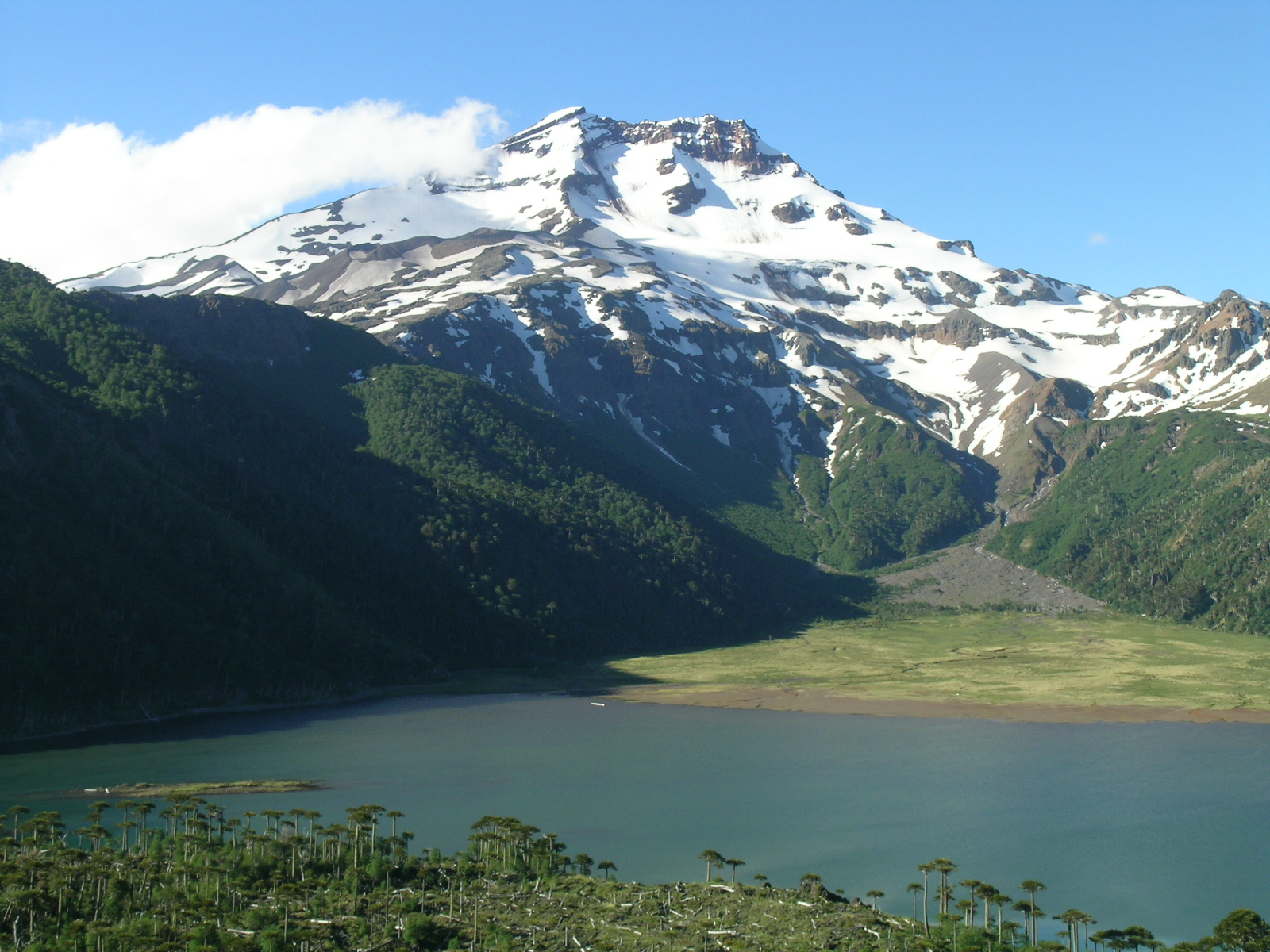

38°18′36″S 71°38′42″W / 38.31000°S 71.64500°W
托爾瓦卡火山（西班牙語：Volcán Tolhuaca）是智利的火山，位於該國南部，處於比奧比奧大區和阿勞卡尼亞大區接壤的邊界，屬於安第斯山脈的一部分，海拔高度2,806米。

## 外部連結
- Chilean Decree with Force of Law 1-18,715 （页面存档备份，存于）
- Global Volcanism Program: Tolguaca （页面存档备份，存于）